# As Virtudes e os Vícios (Giotto)
As Virtudes e os Vícios (em italiano:  Virtù e Vizi) é um conjunto de afrescos pintados cerca de 1304-1306 por Giotto di Bondone, mestre italiano do início do Renascimento, e seus ajudantes, afrescos estes que fazem parte do conjunto existente na Cappella degli Scrovegni, em Pádua.
Na banda inferior das paredes da Capela, portanto no espaço visual mais próximo dos crentes, ou dos passantes, Giotto e os seus ajudantes pintaram, em afresco, de um dos lados da Capela as quatro Virtudes Cardeais e as três Virtudes teologais e, do lado oposto, os sete Vícios correspondentes à falta daquelas virtudes. As Virtudes são a Prudência, a Fortaleza, a Temperança, a Justiça, a Fé, a Caridade e a Esperança. Os Vícios são a Estultícia, a Inconstância, a Ira, a Injustiça, a Infidelidade, a Inveja e o Desespero.
As séries das Virtudes (na parede da direita de quem entra na Capela) e dos Vícios (na parede da esquerda de quem entra na Capela) decoram a banda inferior das paredes. Existe uma correspondência precisa a ligar as cenas opostas nas paredes e no simbolismo geral. Para quem entra na Capela, o caminho na vida real em direcção à beatitude é auxiliado pelas Virtudes contra os perigos dos Vícios.
Cada figura tem o nome latino na parte superior e uma frase explicativa (também em latim) na inferior, estando estas frases quase totalmente ilegíveis actualmente. A crítica do século XIX atribuiu um pouco superficialmente estas representações monocromáticas à sua oficina, mas a crítica posterior reconheceu a importante contribuição de Giotto, vindo a estabelecer a sua quase certa autoria das melhores figuras do conjunto.
Trata-se de obra de grande qualidade, como evidenciado pela atenção aos detalhes, pelo imediatismo e reflexão psicológica que anima as figuras. A decisão de representar as figuras em grisaille entre espelhos de mármore, como falsos baixos-relevos, teve um eco formidável na arte, que se propagou pela Renascença, desde os painéis exteriores dos polípticos flamengos até às Salas de Rafael no Palácio do Vaticano, desde a Câmara da Abadessa de Correggio às estátuas falsas da Galeria Farnese.

## Descrição

### Prudência

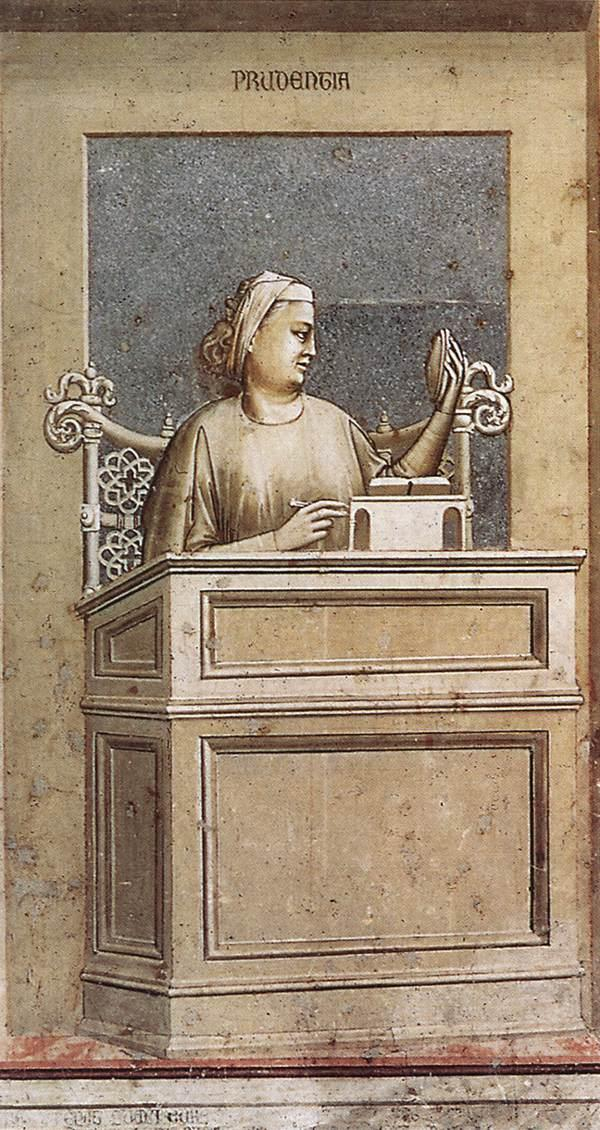
Prudência (c. 1304-1306), afresco de Giotto di Bondone e ajudantes, na Cappella degli Scrovegni, Pádua

A Prudência (em italiano:  Prudenza), afresco de 120 cm por 60 cm, está representada a três quartos, sentada a uma escrivaninha. Tem um rosto feminino e olha, como é típico, para um espelho (neste caso convexo) para controlar a situação por trás dela. Na nuca, por sua vez, pode ser visto um rosto masculino barbudo, para o qual alguns têm indicado uma figura simbólica de filósofo.
Na outra mão, a Prudência segura um compasso e está a ler um livro sobre a história do mundo para obter ensinamentos. O espaldar da cadeira onde está sentada está ricamente entalhado com rosetas, redemoinhos e espirais perfurados.
Do lado oposto encontra-se a Estultícia, o vício dos que vivem inconscientes de si mesmos e do mundo.

### Estultícia

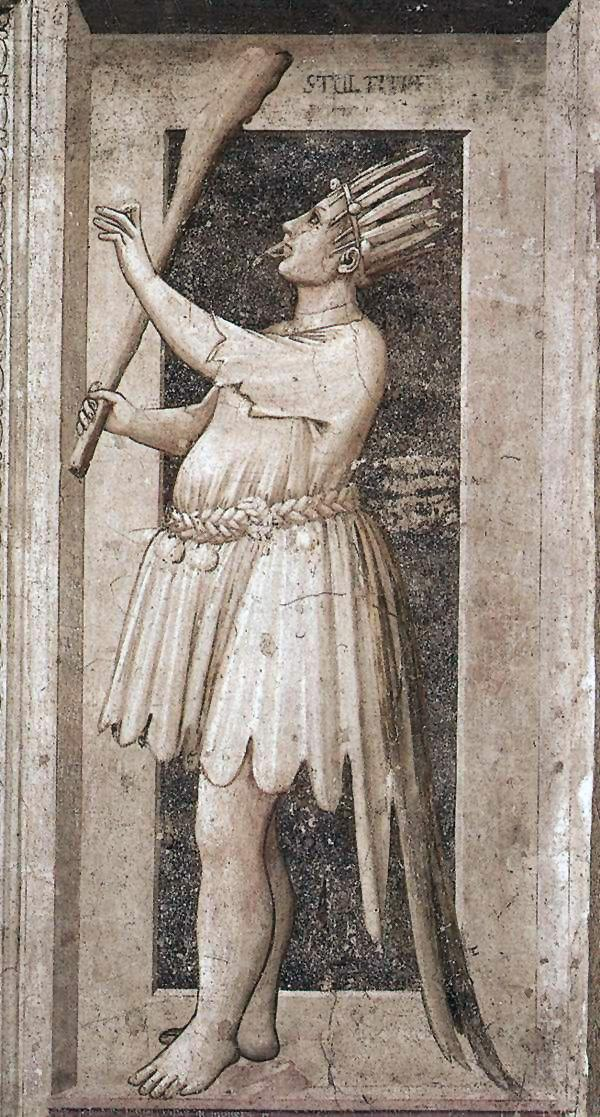
Estultícia (c. 1304-1306), afresco de Giotto di Bondone e ajudantes, na Cappella degli Scrovegni, Pádua

A Estultícia (em italiano:  Stultitia), afresco de 120 cm de altura por 55 cm de largura que foi redescoberto apenas em 1881, mostra uma figura masculina de perfil. Tem ancas largas e está ornamentada para agradar, com a cabeça emplumada, uma saia com uma rede de arrasto, uma trança na cintura como cinto que suporta duas esferas. Empunha uma grande clava o que indica tratar-se de um "selvagem", isto é, um homem bestial tal como São Paulo descreveu os infiéis, em contraste com os civilizados.

### Fortaleza

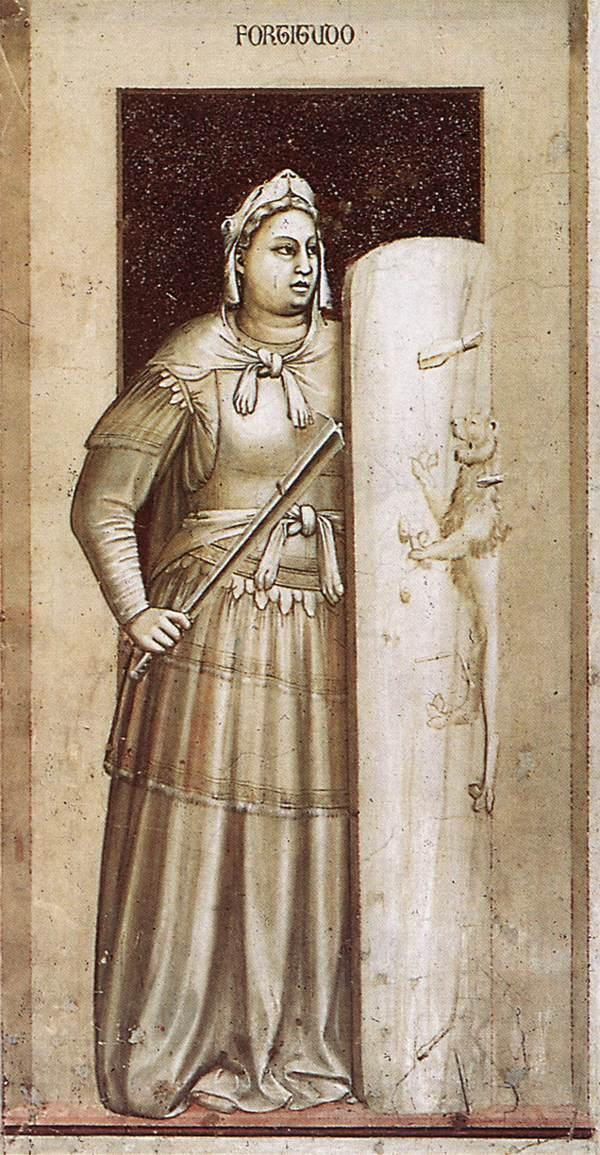
Fortaleza (c. 1304-1306), afresco de Giotto di Bondone e ajudantes, na Cappella degli Scrovegni, Pádua

A Fortaleza (em italiano:  Fortezza), afresco de 120 cm de altura por 55 cm de largura, é representada de forma tradicional como uma guerreira robusta, apoiada num escudo com uma cruz e um leão em relevo (um símbolo de força, precisamente) e empunhando com a outra mão um bastão de ferro. Alguns interpretaram o leão de modo mais complexo, como um símbolo do poder dos inimigos da virtude (D'Hancarville), ou como emblema da generosidade da mente (Selvatico). Cobrindo os ombros tem também uma pele do Leão da Nemeia, definindo-a como um verdadeiro Hércules.
Do outro lado é acompanhada pela Inconstância que, ao contrário da Fortaleza que tem os pés bem assentes no chão, é representada vacilante.

### Inconstância

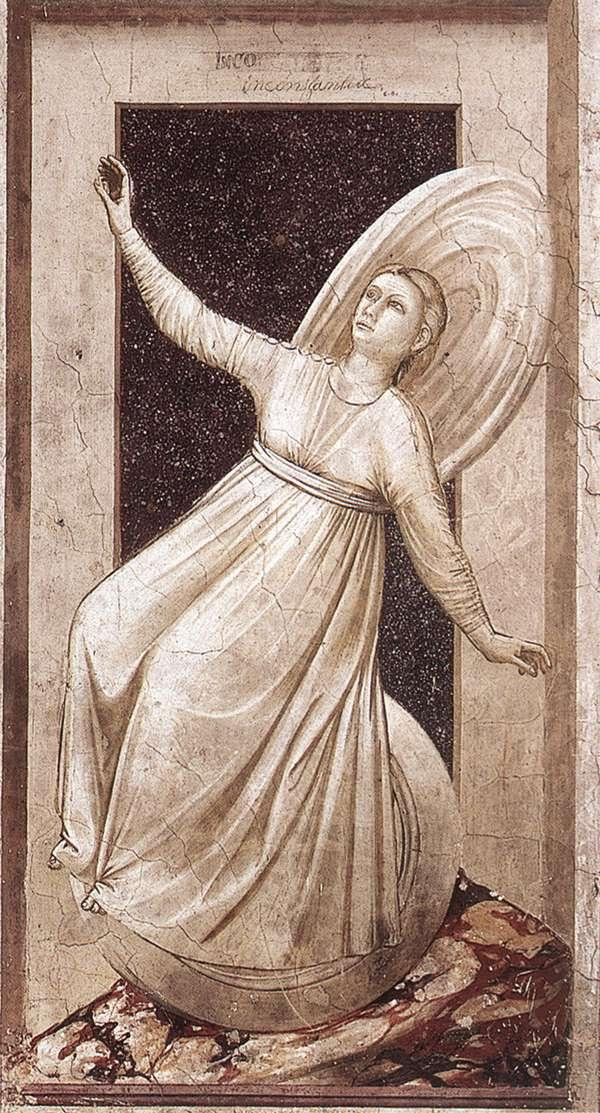
Inconstância (c. 1304-1306), afresco de Giotto di Bondone e ajudantes, na Cappella degli Scrovegni, Pádua

A Inconstância (em italiano:  Scostanza), afresco de 120 cm por 60 cm, que representa a mobilidade humana, apresenta-se como uma figura feminina abanando com o vento que insufla o seu vestido. Está também apoiada numa roda inclinada que gira sobre uma superfície inclinada de mármore manchado, para enfatizar a sua instabilidade.
Simbolizando a fraqueza e a fatuidade, está em frente à Fortaleza que, pelo contrário, tem os pés bem assentes em terra.

### Temperança

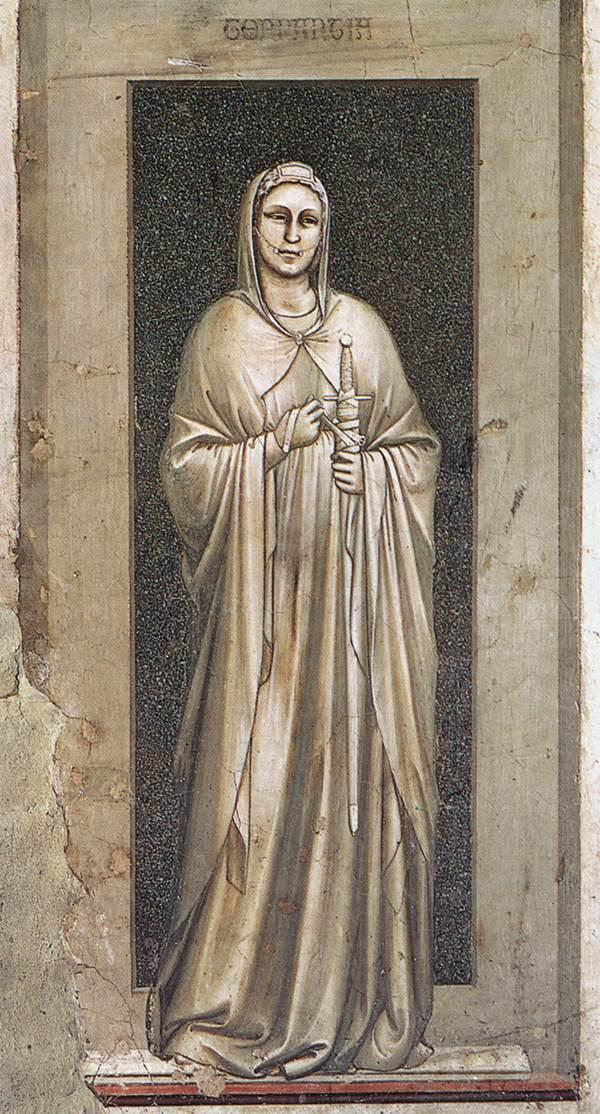
Temperança (c. 1304-1306), afresco de Giotto di Bondone e ajudantes, na Cappella degli Scrovegni, Pádua

A Temperança (em italiano:  Temperanza), afresco de 120 cm por 55 cm, está representada como uma figura feminina segurando uma espada estreitamente atada por nós, simbolizando o não recurso à força. Tem vestida uma túnica longa e a cabeça coberta por um capuz.
Na parede oposta está representada o vício correspondente, a Ira.

### Ira

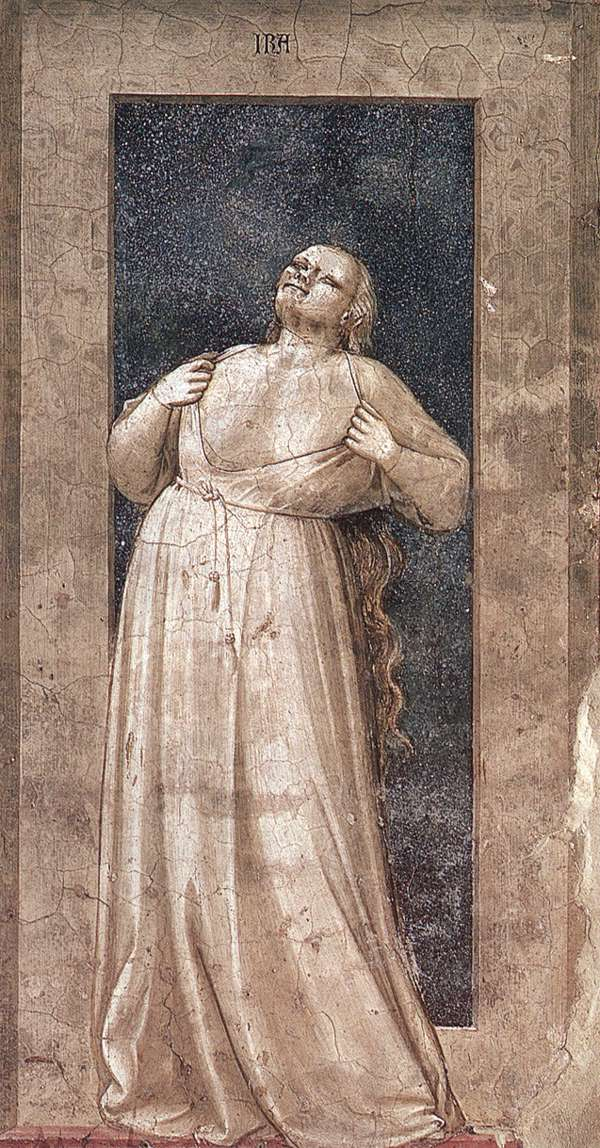
Ira (c. 1304-1306), afresco de Giotto di Bondone e ajudantes, na Cappella degli Scrovegni, Pádua

A Ira (em italiano:  Ira), afresco de 120 cm por 55 cm, está representada como figura feminina que, num acesso de raiva, rasga a sua veste descobrindo o peito numa atitude desafiadora de irresponsabilidade bestial. Um gesto semelhante encontra-se também na cena de Cristo perante Caifás feito pelo Sumo Sacerdote que dirige o Sinédrio.
A figura destaca-se entre as representações dos Vícios pelo vigor do gesto, o que aponta quase certamente para a autoria de Giotto.

### Justiça

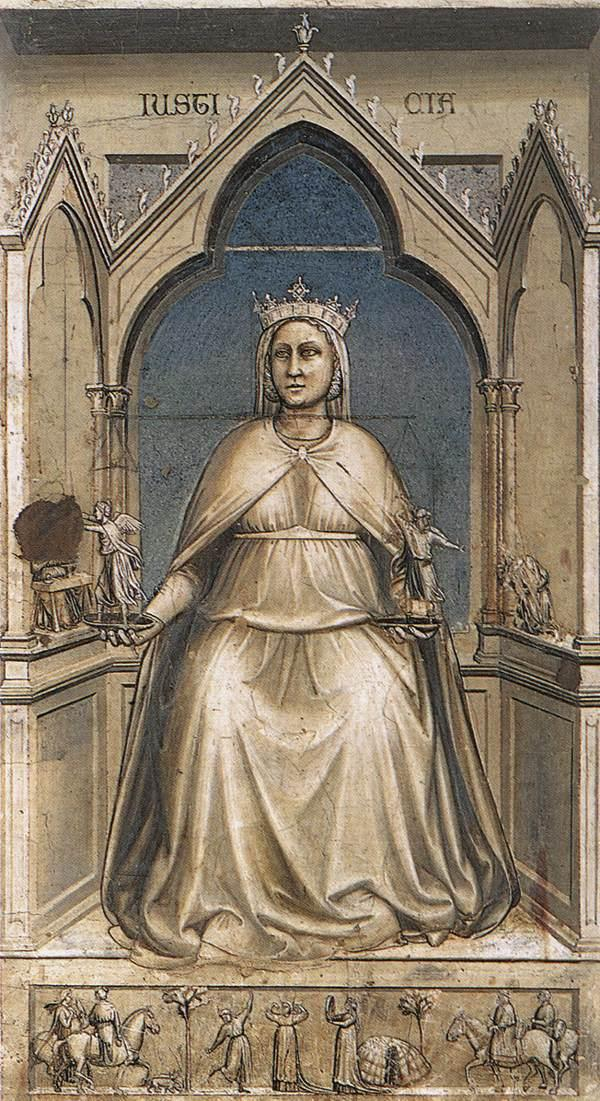
Justiça (c. 1304-1306), afresco de Giotto di Bondone e ajudantes, na Cappella degli Scrovegni, Pádua

A Justiça (em italiano:  Giustizia), afresco de 120 cm por 60 cm, está representada por uma figura feminina coroada e sentada num trono cujos braços têm a mesma forma de arco trilobado do espaldar, e que na perspectiva que se intui constitui uma antecipação da obra do próprio Giotto Maestà de todos os santos de cerca de 1310. Nas mãos segura os dois pratos duma balança, estando no prato da mão esquerda um anjo com a espada erguida no ato de golpear um malfeitor e no da direita outro anjo coroando um sábio (quase incompreensível).
Na base encontra-se um friso onde estão representadas cenas de caça, de dança e de equitação, simbolizando os prazeres da vida que uma pessoa pode usufruir numa sociedade ordenada e bem governada.
Do lado oposto está a representação da Injustiça, que tem um friso semelhante na base. A dupla representação da Justiça e da Injustiça é, portanto, uma antecipação, em pequenas dimensões, no tema e na composição, da Alegoria do Bom Governo de Ambrogio Lorenzetti nel Palazzo Comunale (Siena).

### Injustiça

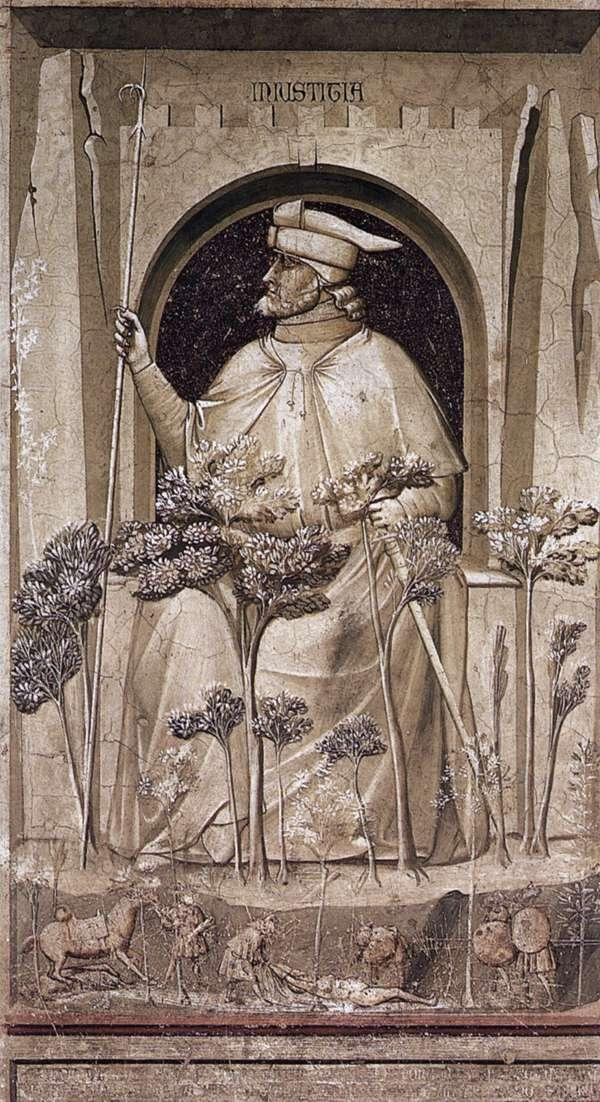
Injustiça (c. 1304-1306), afresco de Giotto di Bondone e ajudantes, na Cappella degli Scrovegni, Pádua

A Injustiça (em italiano:  Ingiustizia), afresco de 120 cm por 60 cm, é representada por uma figura masculina idosa, um prisioneiro de um castelo arruinado, sentado num banco que lembra um trono, limitado em frente por um renque de árvores e arbustos. A figura segura uma espada com uma mão, mas é incapaz de a usar porque não pode se mover. Com o arpão que sustenta com a outra mão, por outro lado, pode-se querer entender que ela está interessado em apoderar-se do que gosta, como um juíz corrupto a quem se assemelha pela pose e pelas vestes.
As suas unhas compridas lembram as garras demoníacas e dos animais. A seus pés estende-se um friso que mostra as injustiças que ocorrem sob a sua alçada sem que a Injustiça intervenha: um cavalo não obedece ao seu dono, uma pessoa é roubada na estrada e um soldado circula semeando a destruição.
Estas figuras com carácter negativo, tanto a do personagem principal como dos personagens do friso, foram objecto de mutilações por peregrinos do passado que pretendiam exorcizar o Maligno.
Esta representação simbólica da Injustiça, bem como a sua contrária na parede oposta, parece ter servido de inspiração à obra de Ambrogio Lorenzetti Alegoria do Bom Governo no Palazzo Comunale (Siena).

### Fé

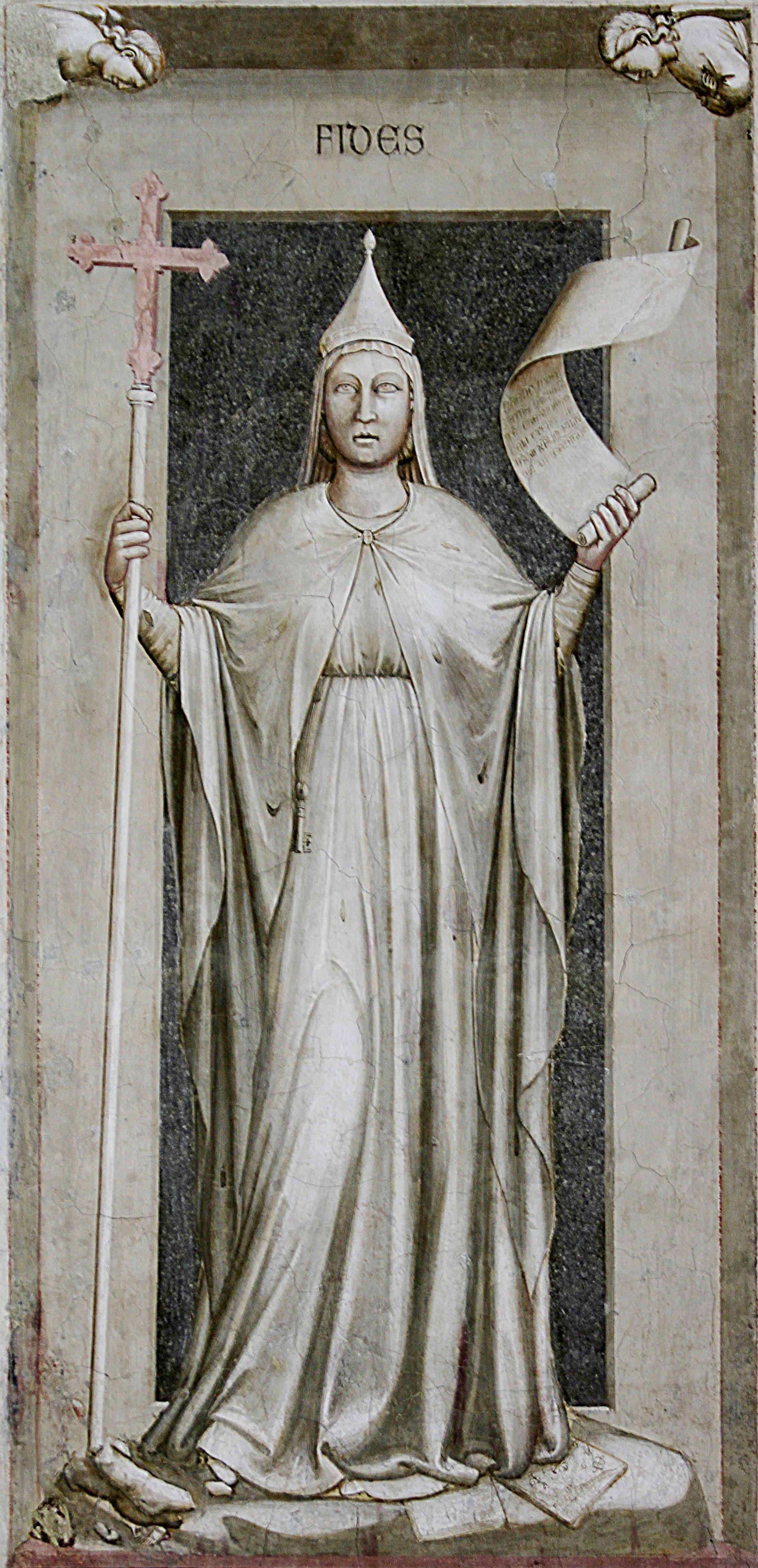
Fé (c. 1304-1306), afresco de Giotto di Bondone e ajudantes, na Cappella degli Scrovegni, Pádua

A Fé (em italiano:  Fede), afresco de 120 cm por 55 cm, está representada por uma figura feminina vestida com manto comprido, capa e um chapéu pontiagudo que lembra uma mitra. A capa apresenta alguns buracos, referindo-se à pobreza do cristianismo primitivo e das ordens monásticas. Está representada frontalmente, com solenidade hierática, empunhando com a mão direita um bastão com a cruz e com a esquerda um rolo de pergaminho em que talvez estejam escritas as verdades reveladas. O cinto possui uma chave, provavelmente a do Reino dos Céus. 
Com o fundo do cabo da cruz parte um ídolo caído e com os pés calca tábuas com arabescos, explicados como sendo uma alusão à cabala e ao mundo judaico, mas também aos horóscopos. No alto, nos cantos da moldura, encontram-se o busto de dois anjos.
No lado oposto é duplicada pela representação da Infidelidade (Idolatria).

### Infidelidade

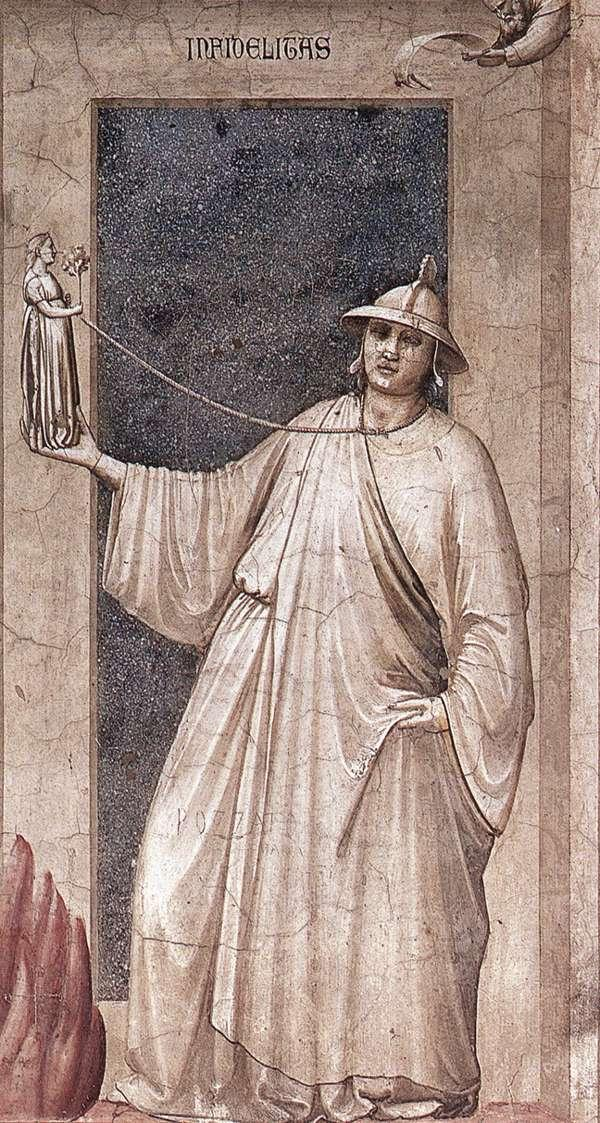
Infidelidade (c. 1304-1306), afresco de Giotto di Bondone e ajudantes, na Cappella degli Scrovegni, Pádua

A Infidelidade (em italiano:  Infedeltà), afresco de 120 cm por 55 cm, é para ser entendida como o contrário da Fé que está no lado oposto e, portanto, como um símbolo de idolatria.
É uma figura masculina que usa um capacete e segura um ídolo com a mão direita, mantendo-o preso ao seu pescoço por um laço, um símbolo de escravidão que gera falsos mitos, impedindo-o de ver nas suas costas o símbolo da Verdade, simbolizado por um profeta no canto superior direito que agita em vão um rolo de pergaminho com a mensagem divina. As chamas no canto inferior esquerdo podem aludir ao destino futuro do idólatra no Inferno. É mais difícil explicar o significado do galho na mão do ídolo.

### Caridade

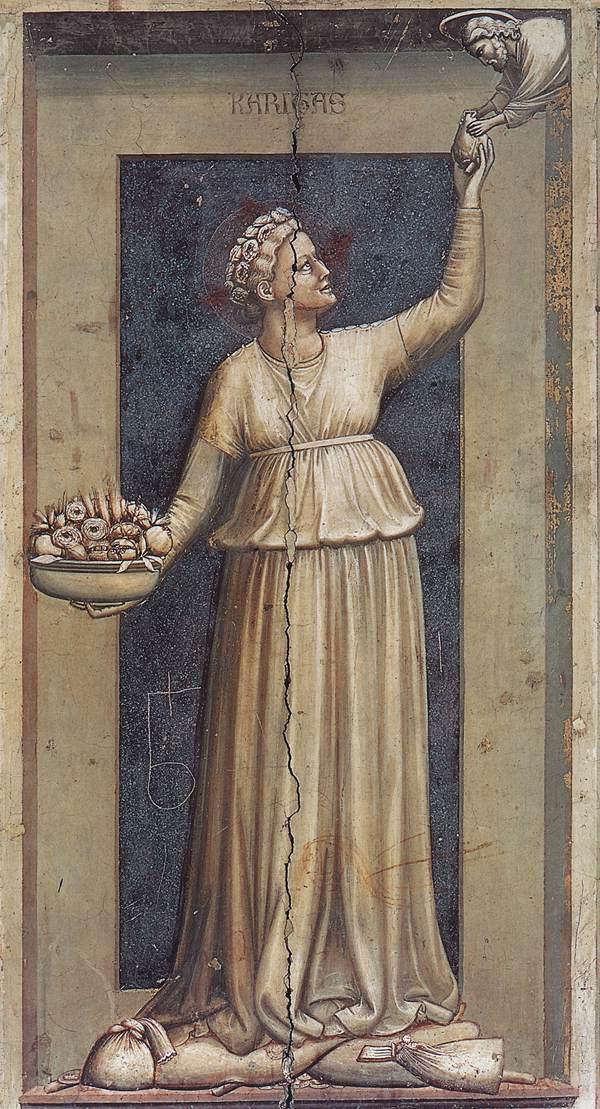
Caridade (c. 1304-1306), afresco de Giotto di Bondone e ajudantes, na Cappella degli Scrovegni, Pádua

A Caridade (em italiano:  Carità), afresco de 120 cm por 55 cm, é representada por uma figura feminina jovem com uma coroa de flores e com uma expressão serena. Com a mão direita segura uma cesta cheia de flores, frutos e espigas, e com a esquerda recebe de Deus, ou dá a Deus, um "coração", o símbolo do Amor Caritativo. Sob os pés, no chão, vêem-se sacos de dinheiro considerado como vil e assim vilipendiado.
A imagem estabelece a Caridade como uma "ponte" entre Deus e a humanidade. Trata-se de uma iconografia diferente da mais tradicional, na qual a Caridade aparece como uma mulher a amamentar filhos.
Entre as alegorias do ciclo, é considerada uma das imagens de mais elevado nível. No lado oposto da Capela está o vício contrário da Inveja.

### Inveja

Inveja (c. 1304-1306), afresco de Giotto di Bondone e ajudantes, na Cappella degli Scrovegni, Pádua

A Inveja (em italiano:  Invidia), afresco de 120 cm por 55 cm, está representada por uma anciã com uma cobra que lhe sai da boca, símbolo da sua maledicência, mas que se retorce na direcção dos olhos dela, de acordo com o significado literal etimológico da palavra "inveja" como o defeito de "não ver".
Ao contrário da iconografia tradicional, é um ser diabólico com chifres que emergem da touca e segurando apertadamente um saco, símbolo de avareza, em oposição à virtude do lado oposto, a Caridade, que pelo contrário é pródiga na ajuda aos outros. 
As chamas irrompem do chão em volta da Inveja, simbolizando tanto o inferno como o calor do desejo das coisas dos outros que queima como fogo.
De forte poder evocativo, a Inveja de Giotto foi citada diretamente por Francesco da Barberino e ao longo do tempo recebeu a admiração unânime com a excepção do crítico Marangoni (1942), que teve palavras agudas para praticamente todas as Virtudes e Vícios da Capela.
Alguns riscos que deturpam o rosto testemunham a vontade dos antigos visitantes da Capela de exorcizar a carga de mal, como também foi o caso da alegoria próxima do Desespero.

### Esperança

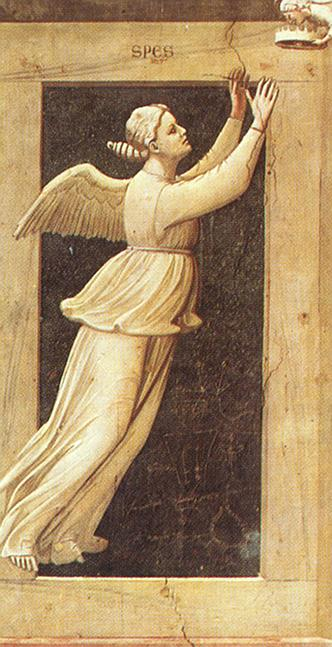
Esperança (c. 1304-1306), afresco de Giotto di Bondone e ajudantes, na Cappella degli Scrovegni, Pádua

A Esperança (em italiano:  Speranza), afresco de 120 cm por 60 cm, é uma figura feminina alada, representada de perfil enquanto voa levantando as mãos para um anjo que lhe estende uma coroa.
Esta é uma representação diferente da iconografia tradicional, que teve depois um adequado seguimento na Esperança da Porta do Paraíso de Andrea Pisano, no Batistério de São João em Florença. Os críticos dividem-se na avaliação da figura: se o impulso, a aparência suave e o suave movimento da veste são provavelmente da autoria de Giotto, a asa parece "desajeitada", tal como referiu Marangoni (1942).
Do lado oposto da Capela encontras-se o vício contrário do Desespero: à leveza ascendente da Esperança opõe-se a gravidade do Desespero enforcado.

### Desespero

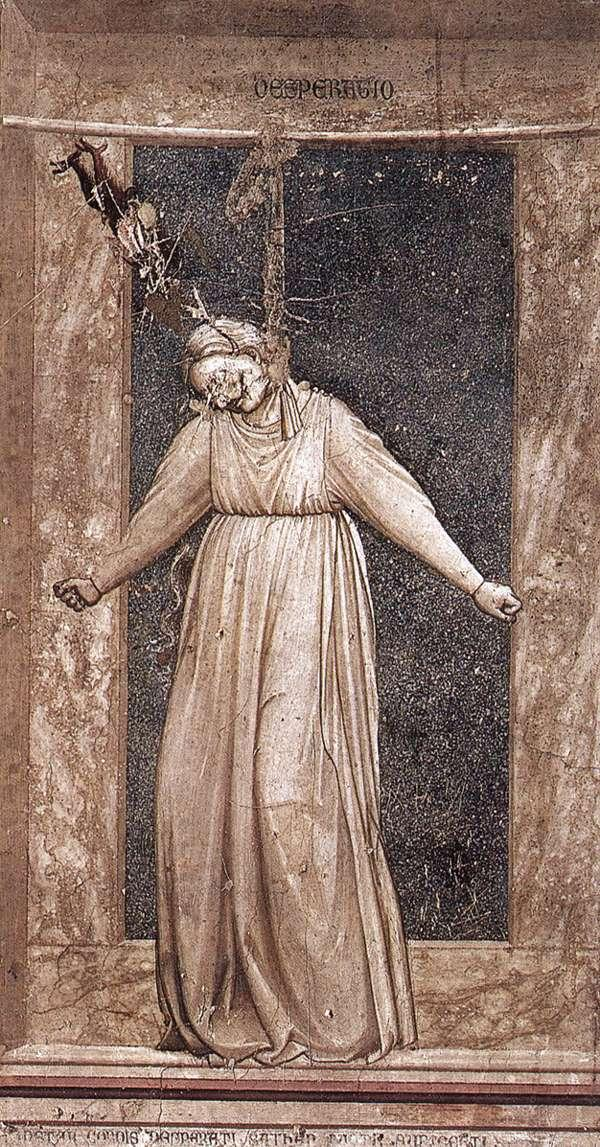
Desespero (c. 1304-1306), afresco de Giotto di Bondone e ajudantes, na Cappella degli Scrovegni, Pádua

O Desespero (em italiano:  Disperazione), afresco de 120 cm por 60 cm, vício oposto à Esperança, não poderia ter uma imagem mais clara: uma figura feminina enforcada, com as mãos tragicamente contraídas no doloroso espasmo duma morte violenta. A corda grossa pende de uma vara abaulada pelo peso e o pescoço apresenta-se partido, denotando um estudo real sobre os condenados à morte, que muitas vezes eram deixados fora das cidades como aviso. O demónio puxa os cabelos da mulher para lembrar como esta, ao recusar a virtude teológica da esperança será condenada a penar no inferno.
Ainda nesta cena, como na vizinha Inveja, o diabo e o rosto da mulher estão danificados por arranhões antigos, na tentativa popular de esconjurar a carga maléfica.
Este vício tem a correspondente virtude da Esperança no lado oposto, que, ao contrário da gravidade do enforcado, ascende levemente a Deus.

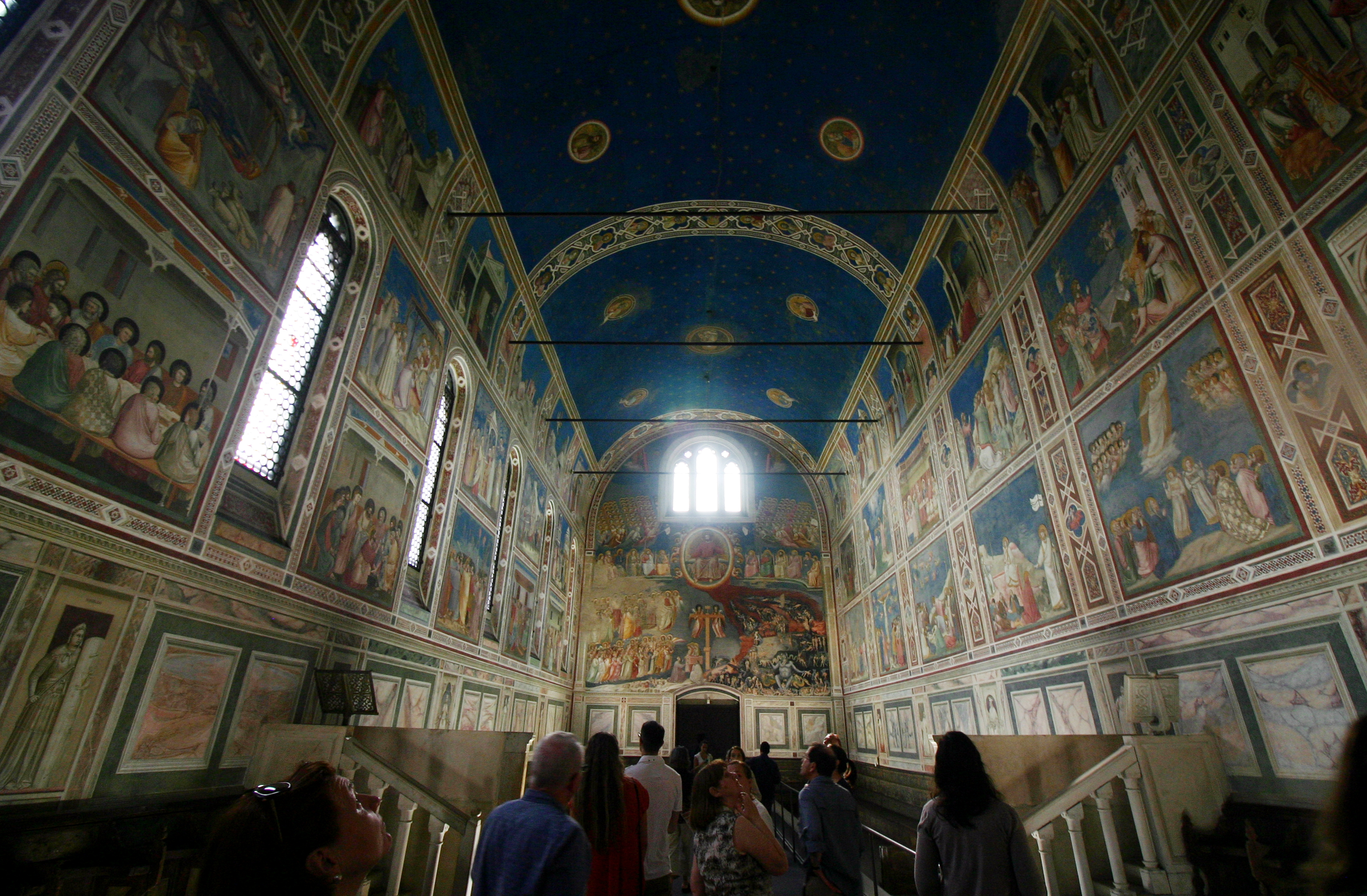
Visão da Capella degli Scrovegni, na direcção da porta de entrada, estando o conjunto de alegorias das Virtudes e dos Vícios na fileira inferior de pinturas, vendo-se no lado esquerdo a representação da Fortaleza.